# Norops fungosus
Norops fungosus este o specie de șopârle din genul Norops, familia Polychrotidae, descrisă de Myers 1971. Conform Catalogue of Life specia Norops fungosus nu are subspecii cunoscute.